# 全聚徳ジャパン
全聚徳ジャパン株式会社（ぜんしゅとくジャパン）は、中華人民共和国の北京ダック店である「全聚徳」を日本にてフランチャイズ運営する会社。本社は東京都中央区に本社を置く。

## 店舗
店舗
- 全聚徳 銀座店
- 全聚徳 新宿店
- 全聚徳 六本木店
  - Bar夢幻 - 六本木店内
- 全聚徳 丸ビル店

系列店
- 御膳房 六本木店
- 御膳房 銀座店
- 百菜百味 東急プラザ銀座店
- 168点心飲茶&バル 銀座インズ店
- 168点心飲茶&薬膳鍋 渋谷ヒカリエ店
- 蓮香楼
- 珞珈壹号 銀座店（カッカイチゴウ）

## その他
- 劉岩の夫で[2]、東湖代表取締役の徐耀華は、全聚徳ジャパンの会長を務める[3]。

## 参照
- 北京ダックの超有名店「全聚徳」銀座店が新装開店、レセプションが凄かった！ | 80C

## 公式HP
- 全聚徳について | 全聚徳ジャパン

| スタブアイコン | サブスタブ | この項目は、まだ閲覧者の調べものの参照としては役立たない、企業に関連した書きかけの項目です。この項目を加筆・訂正などしてくださる協力者を求めています（PJ:経済）。 |